# Katsuhiko Kinoshita
Katsuhiko Kinoshita (født 1973) er en japansk håndboldtræner. Han træner Australiens håndboldlandshold, og deltog under VM 2011 i Brasilien.